# Strada Târgu din Vale din Pitești
Strada Târgu din Vale este o stradă din municipiul Pitești, între Bulevardul I.C. Brătianu și Strada Lânăriei. 

## Descriere
Stradă cu edificii impunătoare ce aveau la parter spații pentru activități comerciale, iar la etaj, pentru locuit. Frontul de nord a fost demolat în 1988 pentru a se construi un complex comercial cu cupolă, care după 1989 a fost adaptat pentru clădirea Universității. Frontul de sud, care se mai păstrează, a cunoscut în ultimii ani alterări ale arhitecturii inițiale ți chiar demolări parțiale.

## Monumente istorice
| Cod LMI         | Denumire              | Localitate         | Localizare             | Datare, Creatori | Imagine      | Erori             |
| --------------- | --------------------- | ------------------ | ---------------------- | ---------------- | ------------ | ----------------- |
| AG-II-m-B-13443 | Casa Popescu          | municipiul Pitești | Str. Târgu din Vale 2  | 1898             |              | Raportează eroare |
| AG-II-m-B-13444 | Casa Zeiller - Keller | municipiul Pitești | Str. Târgu din Vale 6  | mijl. sec. XIX   |              | Raportează eroare |
| AG-II-m-B-13445 | Casa Aron Băiulescu   | municipiul Pitești | Str. Târgu din Vale 20 | 1875             | Alte imagini | Raportează eroare |